# Dendrobium albiflorum
Dendrobium albiflorum är en orkidéart som beskrevs av Henry Nicholas Ridley. Dendrobium albiflorum ingår i släktet Dendrobium, och familjen orkidéer. Inga underarter finns listade i Catalogue of Life.